# Carabhydrus niger
Carabhydrus niger là một loài bọ cánh cứng trong họ Bọ nước. Loài này được Watts miêu tả khoa học năm 1978.